# 그리스 숫자
그리스 숫자(영어: Greek numerals)는 그리스 문자를 이용하여 수를 나타내는 기수법이다. 이오니아 숫자, 밀레토스 숫자, 알렉산드리아 숫자라고도 부른다. 현대의 그리스에서는 일반적인 계산에 아라비아 숫자를 사용하지만, 순서수를 표기할 때는 그리스 숫자로 나타내기도 한다.

## 역사
미노아 문명에서 사용한 선문자 A와 미케네 문명에서 사용한 선문자 B에는 수를 나타내는 기호도 있었다. 예를 들면, 𐄇 = 1, 𐄐 = 10, 𐄙 = 100, 𐄢 = 1000, 𐄫 = 10000과 같은 기호가 사용되었다.
아티가 숫자는 수를 나타내기 위해 알파벳을 사용한 최초의 숫자였고 나중에 로마 숫자의 정립에도 영향을 주었다. 아티카 숫자는  = 1,  = 5,  = 10,  = 100,  = 1000,  = 10000 과 같이 문자에 수를 부여하였고, 50, 500, 5000, 50000은  위에 첨자를 붙여 , , , 와 같이 나타내었다. 동일한 방식이 아티카 밖에서도 사용되었으나, 1000을 나타내는 기호에는 변화가 있어서 보이오티아에서는 그 지역에서 사용하던 알파벳인 을 사용하였다.
현재와 같은 모양의 그리스 숫자는 이오니아의 밀레토스에서 개발된 것이다. 19세기 연구가들은 그리스 숫자의 정립과 확산이 기원전 3세기 무렵에 시작되었을 것으로 보았다. 현대 고고학자들은 그 보다 이른 기원전 5세기부터 사용하였을 것으로 추정하고 있다. 그 보다 조금 앞선 기원전 402년, 아테네에서는 그 때까지 사용하던 서방 고대 그리스 알파벳을 버리고 밀레토스의 이오니아 알파벳을 받아들였다. 현재의 그리스 숫자 체계를 정리한 사람은 에우클레이데스로, 그는 당시 사용하였던 그리스 알파벳 24자와 함께 페니키아 문자에서 유래한 와우, 코파, 삼피를 숫자로 채용하였다. 삼피의 경우 기원전 2세기 무렵 밀레토스에선 사용되지 않은 문자이기 때문에 에우클레이데스가 이를 사용한 것은 이례적인 것이라 할 수 있다. 페니키아에서 유래한 문자들이 기원전 2세기에서 기원 원년 무렵 사이에 아테네에서도 사용되었는 지에 대해서는 뚜렷한 증거가 없다. 일반적으로는 아테네에서 현재의 그리스 숫자 체계 사용이 완전히 정착된 것은 기원후 50년 무렵이라고 본다.

## 수체계

1100년 무렵 동로마 제국에서 제작된 헤론의 《메트리카》 일부. 첫 줄에 쓰인 "͵̅θ̅ϡ̅ϟ̅ϛ̅ δʹ ϛʹ"는 "9996 4/6"를 뜻한다.

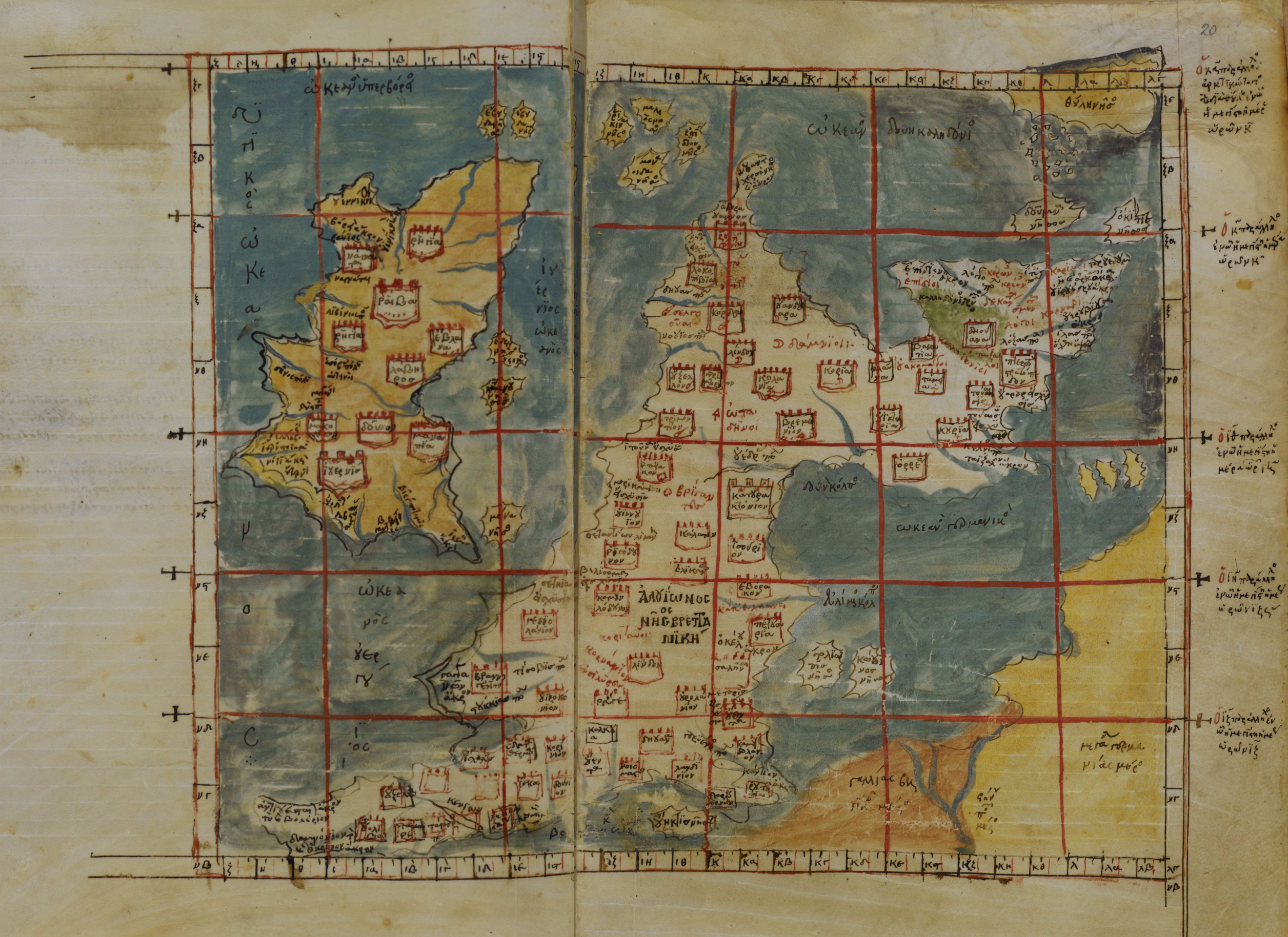
1300년 무렵 콘스탄티노폴리스에서 제작된 브리튼 제도 지도. 위도와 경도가 그리스 숫자로 표기되어 있다. 표기된 그리스 숫자를 아라비아 숫자로 변환하면 북위 52–63°, 동경 6–33°가 된다. 이 위도와 경도는 프롤레마이오스 체계에 따른 것이다.

그리스 숫자는 10을 밑으로하는 십진법 체계였다. 0은 쓰이지 않았다. 각각의 문자가 가리키는 수는 다음의 표와 같다.
|  | α | Αʹ     | 1 |  | ι | Ιʹ | 10 |   | ρ | Ρʹ | 100 | & | ͵α        | ͵Α | 1000 |
|  | β | Βʹ     | 2 |  | κ | Κʹ | 20 |   | σ | Σʹ | 200 |   | ͵β        | ͵Β | 2000 |
|  | Γ | Γʹ     | 3 |  | λ | Λʹ | 30 |   | τ | Τʹ | 300 |   | ͵         | ͵Γ | 3000 |
|  | Δ | Δʹ     | 4 |  | μ | Μʹ | 40 |   | υ | Υʹ | 400 |   | ͵         | ͵Δ | 4000 |
|  | ε | Εʹ     | 5 |  | ν | Νʹ | 50 |   | φ | Φʹ | 500 |   | ͵ε        | ͵Ε | 5000 |
|  | & | Ϛʹ ΣΤʹ | 6 |  | ξ | Ξʹ | 60 |   | χ | Χʹ | 600 |   | ͵ & ͵ & ͵ | ͵Ϛ | 6000 |
|  | ζ | Ζʹ     | 7 |  | ο | Οʹ | 70 |   | ψ | Ψʹ | 700 |   | ͵ζ        | ͵Z | 7000 |
|  | η | Ηʹ     | 8 |  | π | Πʹ | 80 |   | ω | Ωʹ | 800 |   | ͵η        | ͵H | 8000 |
|  | θ | Θʹ     | 9 |  | & | Ϟʹ | 90 | & | & | Ϡʹ | 900 |   | ͵θ        | ͵Θ | 9000 |

- 1에서 9까지의 수는 종종 αʹ. βʹ. γʹ. δʹ. εʹ. ὰʹ. ζʹ. ηʹ. θʹ와 같이 소문자로 나타내었다.
- 고대 그리스에서 10000은 미리아드(그리스어: μυριάς)라고 불렀다. 1만 이상의 수는 M위에 숫자를 표기하여 사용하였다. 예를 들어 {\displaystyle {\stackrel {\rho o\epsilon }{\mathrm {M} }}}͵εωοεʹ 는 1,755,875를 뜻한다.